# Stanovice u Karlových Var
Stanovice (deutsch Donawitz) ist eine Gemeinde in Tschechien. Sie liegt sieben Kilometer südlich von Karlovy Vary und gehört zum Okres Karlovy Vary.

## Geographie
Stanovice befindet sich am Rande des Kaiserwaldes auf dem Gebiet des Landschaftsschutzgebietes ChKO Slavkovský les am Höhenrücken U Křižku (610 m) zwischen den Tälern der Teplá und des Lomnický potok. Östlich des Dorfes liegt am Lomnický potok die Talsperre Stanovice.
Nachbarorte sind Březová und Háje im Norden, Kolová und Pila im Nordosten, Podlesí und Nové Stanovice im Osten, U Močidel und Dolní Dražov im Südosten, Dražov im Süden, Teplička im Südwesten, Bošířany, Nadlesí und Údolí im Westen sowie Cihelny im Nordwesten.

## Geschichte
Die erste urkundliche Erwähnung des Dorfes erfolgte 1358 im Zusammenhang mit der Kirche. Es wird angenommen, dass das Dorf eine Gründung der Hrabischitzer ist. Später wurde es ein zum Gut Gabhorn gehöriger Lehnsbesitz, der mit dem Gut Engelsburg verbunden war. 1407 gelangten die Liegenschaften an Ulrich Zajíc von Hasenburg, nach dessen Tod spätestens 1414 an die königliche Kammer. Ab 1434 wurden die Güter an den kaiserliche Kanzler Kaspar Schlick verpfändet. 1567 war der Inhaber Niklas Lobkowitz von Hassenstein, der wenig später Engelhaus, Solmus, Gießhübel, Langgrün, Höfen, Lang-Pürk, Lomitz, Gabhorn, Trossau, Donawitz, Funkenstein, Espenthor, Satteles, Rittersgrün, Rodisfort, Unter- und Oberlomitz, Zwetbau, Mühldorf, Altdorf, Hartmannsgrün, Schemitz, Schönau, Olitzhaus, und Ranzengrün mit vollständig deutschsprachiger Einwohnerschaft an seinen Schwager Dietrich von Vitzthum verkaufte.
Seit den 1630er Jahren gehörte Donawitz dem kaiserlichen Diplomaten Gerhard Freiherr von Questenberg. Das Gut Gabhorn bestehend aus Teichhäusel, Gabhorn, Leimgruben, Lang-Lamitz, Alt-Donawitz, Neu-Donawitz, Trossau, Neu-Kaunitz, Funkenstein, Birkenhammer, Ziegelhütte, Kohlhau, Schneidmühl, Gängerhäusel, Mieß und Pirten bildete seitdem mit der Herrschaft Petschau ein Dominium. Bis Mitte des 18. Jahrhunderts verblieb die Herrschaft in Besitz der Familie von Questenberg. 1813 war der Besitzer Herzog Friedrich Alexander August von Beaufort-Spontin, auf ihn folgte 1817 sein Sohn Herzog Ladislaus von Baefort-Spontin. 1847 zählte das Dorf 102 Häuser mit 693 Einwohnern, eine Pfarrkirche zu den Heiligen Drei Königen, eine Pfarrei und Schule unter dem Patronat der Obrigkeit, ein obrigkeitlicher Maierhof, zwei Wirtshäuser und eine abseits liegende Mühle.
Nach der Aufhebung der Patrimonialherrschaften bildete Donawitz/Stanovice ab 1850 eine Gemeinde im Bezirk Karlsbad. 1930 lebten in Donawitz 1076 Menschen. Infolge des Münchner Abkommens wurde Donawitz 1938 dem Deutschen Reich angeschlossen und dem Landkreis Karlsbad zugeordnet. Die tschechischen Bewohner wurden zwangsausgesiedelt. 1939 hatte die Gemeinde 953 Einwohner. Nach dem Ende des Zweiten Weltkrieges kam das Dorf zur Tschechoslowakei zurück. Ab 1945 erfolgte die Vertreibung der meisten Deutschen. In der Nacht vom 14. zum 15. Oktober 1951 kam es bei Stanovice zu einer Schießerei, als elf Gefangenen aus dem Schacht 14 der Joachimsthaler Uranbergwerke bei Horní Slavkov die Flucht gelang. Von 1946 bis 1960 gehörte Stanovice zum Okres Karlovy Vary-okolí und seit 1961 wieder zum Okres Karlovy Vary.

## Gemeindegliederung
Die Gemeinde Stanovice besteht aus den Ortsteilen Dražov (Trossau), Hlinky (Leimgruben), Nové Stanovice (Neu Donawitz) und Stanovice (Donawitz). Grundsiedlungseinheiten sind Dolní Dražov (Untertrossau), Hlinky, Horní Dražov (Obertrossau), Nové Stanovice und Stanovice. Zu Stanovice gehört außerdem die Ortslage U Močidel.
Das Gemeindegebiet gliedert sich in die Katastralbezirke Dražov, Hlinky und Stanovice.

## Sehenswürdigkeiten
- Fachwerkhäuser
- Kirche in Stanovice

## Persönlichkeiten
- Anton Herget (1917–1996), deutscher Publizist und Verlagslektor